# Къща на улица „Маршал Тито“ № 20
Къщата на улица „Маршал Тито“ № 20 (на македонска литературна норма: Куќа на ул. „Маршал Тито“ бр. 20) е къща в град Щип, Северна Македония. Къщата е обявена за значимо културно наследство на Северна Македония.

## Архитектура
Сградата е разположена на главната улица „Маршал Тито“ и е типичен пример за градската архитектура от първата половина на XX век. Изградена е в единственото запазено каре от Щипската чаршия. Състои се от приземие и два етажа.